# Provincia di Al-Hoseyma
La provincia di Al-Hoseyma è una delle province del Marocco, parte della regione di Tangeri-Tetouan-Al Hoceima.

## Geografia antropica

### Suddivisioni amministrative
La provincia di al-Hoseyma conta 4 municipalità e 32 comuni:

#### Municipalità
- Al-Hoseyma
- Bni Bouayach
- Imzouren
- Targuist

#### Comuni
- Abdelghaya Souahel
- Ait Kamra
- Ait Youssef Ou Ali
- Ajdir
- Arbaa Taourirt
- Bni Abdallah
- Bni Ahmed Imoukzan
- Bni Ammart
- Bni Bchir
- Bni Bouchibet
- Bni Boufrah
- Bni Bounsar

- Bni Gmil
- Bni Gmil Maksouline
- Bni Hadifa
- Chakrane
- Imrabten
- Issaguen
- Izemmouren
- Louta
- Moulay Ahmed Cherif

- Nekkour
- Rouadi
- Senada
- Sidi Boutmim
- Sidi Bouzineb
- Taghzout
- Tamsaout
- Tifarouine
- Zaouiat Sidi Abdelkader
- Zarkt